# Chabrillan
Pour les articles homonymes, voir Chabrillan (homonymie).
Chabrillan est une commune française située dans le département de la Drôme, en région Auvergne-Rhône-Alpes.
En 2023, date du dernier recensement dans cette commune, sa population était de 801 habitants. Ses habitants sont dénommés les Chabrillanais et les Chabrillanaises.
Appartenant à l'arrondissement de Die et au canton de Crest-Sud, il offre un climat méditerranéen. Il est situé entre Vercors et Provence. Le village de Chabrillan est doté d'un commerce de proximité, une boulangerie, mais aussi d'un Café-Bibliothèque.

## Géographie

### Localisation
La commune de Chabrillan est située dans le Sud-Est de la France, sur la rive gauche de la Drôme, à 7 km de Crest, 31 km de Valence et 44 km de Die.

### Relief et géologie
La superficie de la commune de Chabrillan est de 17,75 km². L'altitude moyenne est d'environ 240 mètres. Sa latitude est de 44.724 degrés Nord et sa longitude de 4.942 degrés Est.

### Hydrographie
La commune est arrosée par les cours d'eau suivants :
- la Drôme[3] ;
- le Chabrillan (ou Ru de Chabrillan) est un ruisseau (affluent du Rif-Noir) attesté en 1891 :

son parcours est de 3,5 kilomètres. En 1891, il avait une largeur moyenne de 1,50 m, une pente de 44 m, un débit ordinaire de 0,45 m3, extraordinaire de 15 m3 ;
- le Rif Noir[3] ;
- Ruisseau de Beaunette[3] ;
- Ruisseau de Saint-Pierre[3] :

attesté en 1891, il a sa source au domaine de Cobonne (commune de Chabrillan) et se jette dans la Drôme, sur la même commune, après un cours de 5,4 kilomètres ;
XVe siècle : El riou de Sant Peyre (parcellaire) ;
en 1891, il a une largeur moyenne de 5 m, une pente de 87 m, un débit ordinaire de 0,10 m3, extraordinaire de 35 m3 ;
- Ruisseau de Villeneuve[3].

### Climat
Pour des articles plus généraux, voir Climat d'Auvergne-Rhône-Alpes et Climat de la Drôme.
En 2010, le climat de la commune est de type climat du Bassin du Sud-Ouest, selon une étude du CNRS s'appuyant sur une série de données couvrant la période 1971-2000. En 2020, Météo-France publie une typologie des climats de la France métropolitaine dans laquelle la commune est dans une zone de transition entre le climat de montagne et le climat méditerranéen et est dans une zone de transition entre les régions climatiques « Moyenne vallée du Rhône » et « Alpes du sud ». 
Pour la période 1971-2000, la température annuelle moyenne est de 12,8 °C, avec une amplitude thermique annuelle de 17,6 °C. Le cumul annuel moyen de précipitations est de 890 mm, avec 7,1 jours de précipitations en janvier et 4,3 jours en juillet. Pour la période 1991-2020, la température moyenne annuelle observée sur la station météorologique de Météo-France la plus proche, « Livron », sur la commune de Livron-sur-Drôme à 9 km à vol d'oiseau, est de 13,5 °C et le cumul annuel moyen de précipitations est de 917,0 mm,. Pour l'avenir, les paramètres climatiques de la commune estimés pour 2050 selon différents scénarios d'émission de gaz à effet de serre sont consultables sur un site dédié publié par Météo-France en novembre 2022.

### Voies de communication
Le territoire de la commune est traversé par la route départementale 104 (RD104) selon un axe est-ouest.

## Urbanisme

### Typologie
Au 1er janvier 2024, Chabrillan est catégorisée commune rurale à habitat dispersé, selon la nouvelle grille communale de densité à 7 niveaux définie par l'Insee en 2022.
Elle est située hors unité urbaine. Par ailleurs la commune fait partie de l'aire d'attraction de Valence, dont elle est une commune de la couronne,. Cette aire, qui regroupe 71 communes, est catégorisée dans les aires de 200 000 à moins de 700 000 habitants,.

### Occupation des sols
L'occupation des sols de la commune, telle qu'elle ressort de la base de données européenne d’occupation biophysique des sols Corine Land Cover (CLC), est marquée par l'importance des territoires agricoles (70,8 % en 2018), une proportion sensiblement équivalente à celle de 1990 (70,4 %). La répartition détaillée en 2018 est la suivante : zones agricoles hétérogènes (39,1 %), forêts (27,2 %), terres arables (24,9 %), prairies (6,8 %), espaces ouverts, sans ou avec peu de végétation (1,9 %). L'évolution de l’occupation des sols de la commune et de ses infrastructures peut être observée sur les différentes représentations cartographiques du territoire : la carte de Cassini (XVIIIe siècle), la carte d'état-major (1820-1866) et les cartes ou photos aériennes de l'IGN pour la période actuelle (1950 à aujourd'hui).

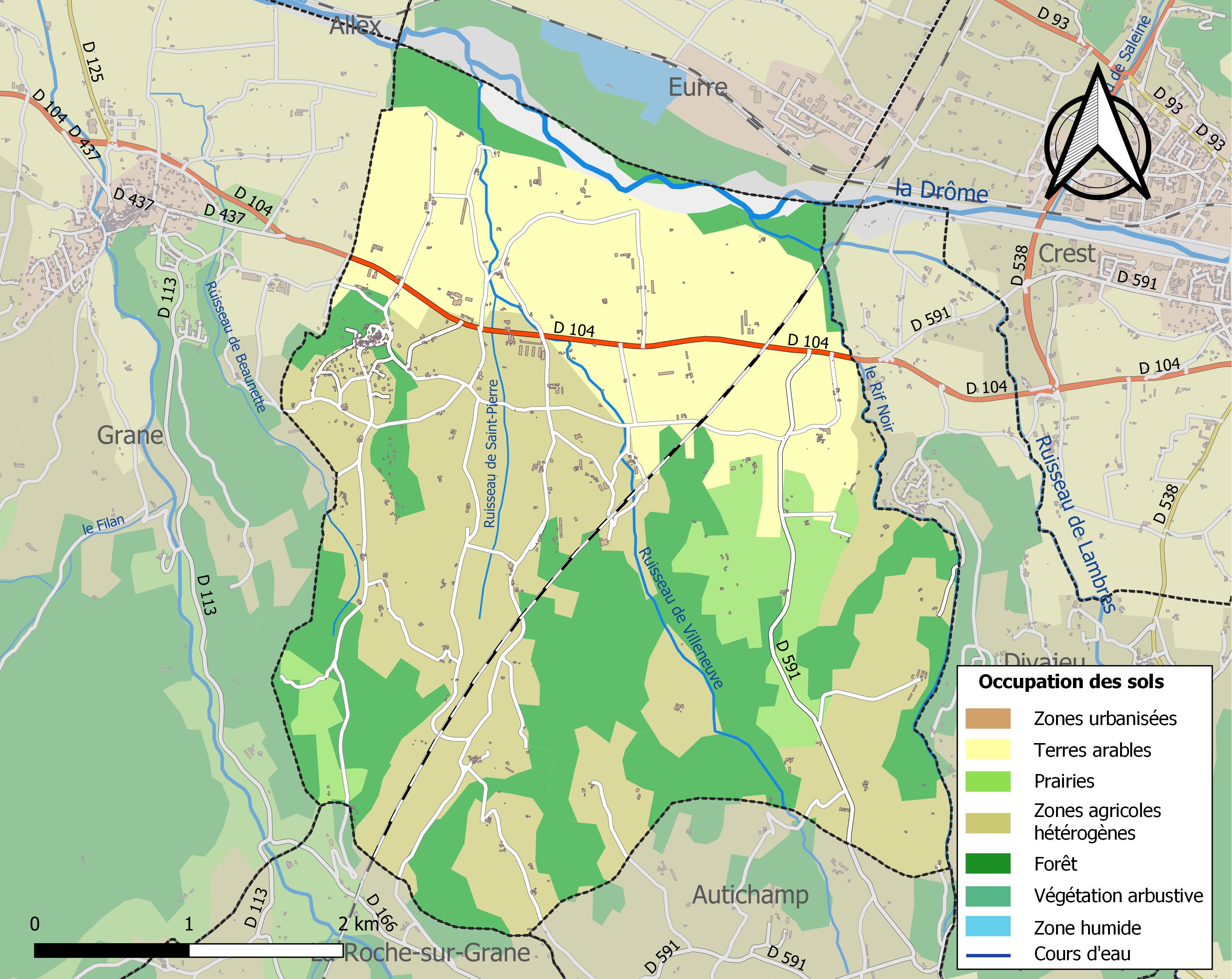
Carte des infrastructures et de l'occupation des sols de la commune en 2018 (CLC).

### Morphologie urbaine
Chabrillan se situe en rive gauche de la Drôme. De la grande route, nommée D104 on n'en aperçoit que le vieux village perché. Celui-ci ne se laisse deviner que lorsqu'on arrive sur les Charmes. 

#### Quartiers, hameaux et lieux-dits
Site Géoportail (carte IGN) :
- Almoric (nord)
- Almoric (sud)
- Bariol
- Barnier
- Bastian
- Bégou
- Bonnard
- Bourbousson
- Brotin
- Bruel
- Brunel
- Cabane
- Caillet
- Chapelle Saint-Pierre
- Chastaing
- Cordeil
- Coste
- Coursange
- Court
- Dourille
- Duchamp
- Fereyre
- Fougier
- Gamon
- German
- Gille
- Girardon
- Gorce
- Goudert
- Goy
- Grand-Grange
- Grand Montagnat
- Grange Neuve
- Hervé
- Hugon
- Jacamons
- Janoyer
- Jouventin
- Julien
- la Croze
- la Liaure
- la Plaine
- la Vaumane
- le Mas
- le Parquet
- les Charmes
- les Côtes
- les Faures
- les Gilles
- les Plots
- les Portiers
- les Selles
- le Vallon
- Long
- Maran
- Marcel
- Mathieu
- Mège
- Mestron
- Monier
- Mourier
- Parpaillon
- Paygranet
- Petit Montagnat
- Picy
- Pinet
- Plantier
- Pons
- Rigaud
- Roch
- Rochas
- Rolano
- Rouveyrol
- Roux
- Sainte-Anne
- Saint-Laurent
- Saint-Romain
- Souchier
- Tabardel (nord)
- Tabardel (sud)
- Teyssier
- Vialette
- Villeneuve
- Zacharie

### Projets d'aménagement
Plusieurs projets d'aménagements sont en cours de réflexion[Quand ?], notamment la rénovation du stade de football situé en bas de la commune. 

## Toponymie

### Attestations
Dictionnaire topographique du département de la Drôme :
- 1171 : Chabreilha (chartes de Bonlieu).
- 1230 : Chabreilla (cartulaire de Die, 68).
- 1264 : Chabroilla (Sigillog. du Dauph., 265).
- 1282 : Chabreillion (cartulaire de Léoncel).
- XIIIe siècle : Chabrilla (Le fieus de levesq.).
- 1326 : De Chaprilliano (Trans. entre l'abbaye d'Aiguebelle et le comte de Valentinois).
- 1332 : Chabrillianum (Gall. christ., XVI, 130).
- 1345 : mention du château : Castrum de Capriliano (Duchesne, Comtes de Valentinois, 43).
- 1384 : mention du château : La Mouta, la Mota de Chabrillan (inventaire de la chambre des comptes).
- XIVe siècle : mention de l'église (Saint-Julien) : Capella de Capriliano (pouillé de Valence).
- 1442 : mention du château : Castrum Chabrilliani (choix de documents, 77).
- XVe siècle : mention du château : La Moto, Lous barris de la Moto (parcellaire).
- XVe siècle : mention de l'église Saint-Julien : Sant Julio (parcellaire).
- XVIe siècle : Chabrillao (parcellaire).
- 1426 : Chabreilham (Duchesne, Comtes de Valentinois, 6)
- 1626 : Chabreillan (archives municipales de Vaunaveys).
- 1650 : Chabrelhan (parcellaire de Crest).
- 1891 : Chabrillan, commune du canton de Crest-Sud.

### Étymologie
Le toponyme est issu du vieux provençal chabre « chèvre ».

## Histoire

### Préhistoire
Lors des fouilles préventives au passage du TGV Méditerranée sur la commune, une équipe d'archéologues est intervenue sur le site de la Prairie. Elle a mis au jour une dalle anthropomorphe du Néolithique. Elle reposait aux côtés d'un foyer et d'une fosse contenant le squelette d'un chien. Taillée dans un calcaire gréseux, elle mesurait 45 centimètres de long, 31 centimètres de large et avait une épaisseur de 13 centimètres. Elle a été datée du Chasséen ancien. Elle évoque un personnage stylisé avec une face en relief, des yeux en retrait et un front proéminent. Sur les côtés de la dalle ont été incisés des bras parallèles et droits. Le torse, peut-être féminin, est légèrement dégagé par rapport à la surface ce qui suggère des seins.
La dalle était prévue pour être plantée dans le sol puisqu'elle est taillée en pointe à la base. Ce type de figuration s'apparente à celles retrouvées en Languedoc, en Provence dans le Comtat Venaissin et à Avignon. Rien ne permettant de lier cette représentation anthropomorphe à un rite funéraire humain, soit elle a pu identifier l'occupante de l'habitation, soit symboliser un personnage féminin de statut important.

### Antiquité: les Gallo-romains
Des tombes sous tuiles sont situées près du vieux chemin romain.
Le village se construit dès le XIe siècle, au pied du château. Les différentes rivalités telles que les guerres de Religion ou la Révolution Française ont détérioré le château comme le village. Aujourd'hui les remparts au nord sont bien conservés, cependant le château est en ruine, il ne reste que le donjon.

### Du Moyen Âge à la Révolution
La seigneurie : 
- Au point de vue féodal, Chabrilla est une terre (ou seigneurie) du fief des comtes de Valentinois.
- Possession des Chabrillan (chevaliers).
- Milieu XVe siècle : elle passe (par mariage) aux Beaumont.
- Acquise par le dauphin Louis XI.
- 1450 : cédée aux Moreton en échange d'une partie de la terre de Pierrelatte.
- 1674 : les Moreton obtiennent l'érection de Chabrillan en marquisat. Ils sont les derniers seigneurs.

1370 : en leur qualité de hauts seigneurs, les comtes de Valentinois donnèrent une charte de libertés aux habitants de Chabrillan.
1674 (octobre) : le marquisat est créé en faveur de Joseph de Moreton (dont deux des frères étaient morts à la guerre au service du roi) par lettres du roi Louis XIV données à Saint Germain en Laye[réf. nécessaire].
Avant 1790, Chabrillan était une communauté de l'élection de Montélimar et de la subdélégation et sénéchaussée de Crest

Elle formait une paroisse du diocèse de Valence, dont l'église était sous le vocable de saint Julien et dont les dîmes appartenaient au prieur du lieu (voir Saint-Pierre).

#### Saint-Pierre
Prieuré de l'ordre de Saint-Augustin, filiation de Saint-Thiers de Saou uni à cette abbaye vers le milieu du XVe siècle et dont le titulaire, avant 1790, avait les dîmes de la paroisse de Chabrillan.
- XIVe siècle : prioratus de Capriliano (pouillé de Valence).
- XIVe siècle : Sant Peyre (parcellaire).
- 1891 : Saint-Pierre, église (déjà classée parmi les monuments historiques), cimetière et quartier de la commune de Chabrillan.

### De la Révolution à nos jours
En 1790, Chabrillan devient le chef-lieu d'un canton du district de Crest, comprenant les communes de : Autichamp, Chabrillan, Grâne, Roche-sur-Grâne. La réorganisation de l'an VIII (1799-1800), elle devient une simple commune du canton de Crest-Sud.

## Politique et administration

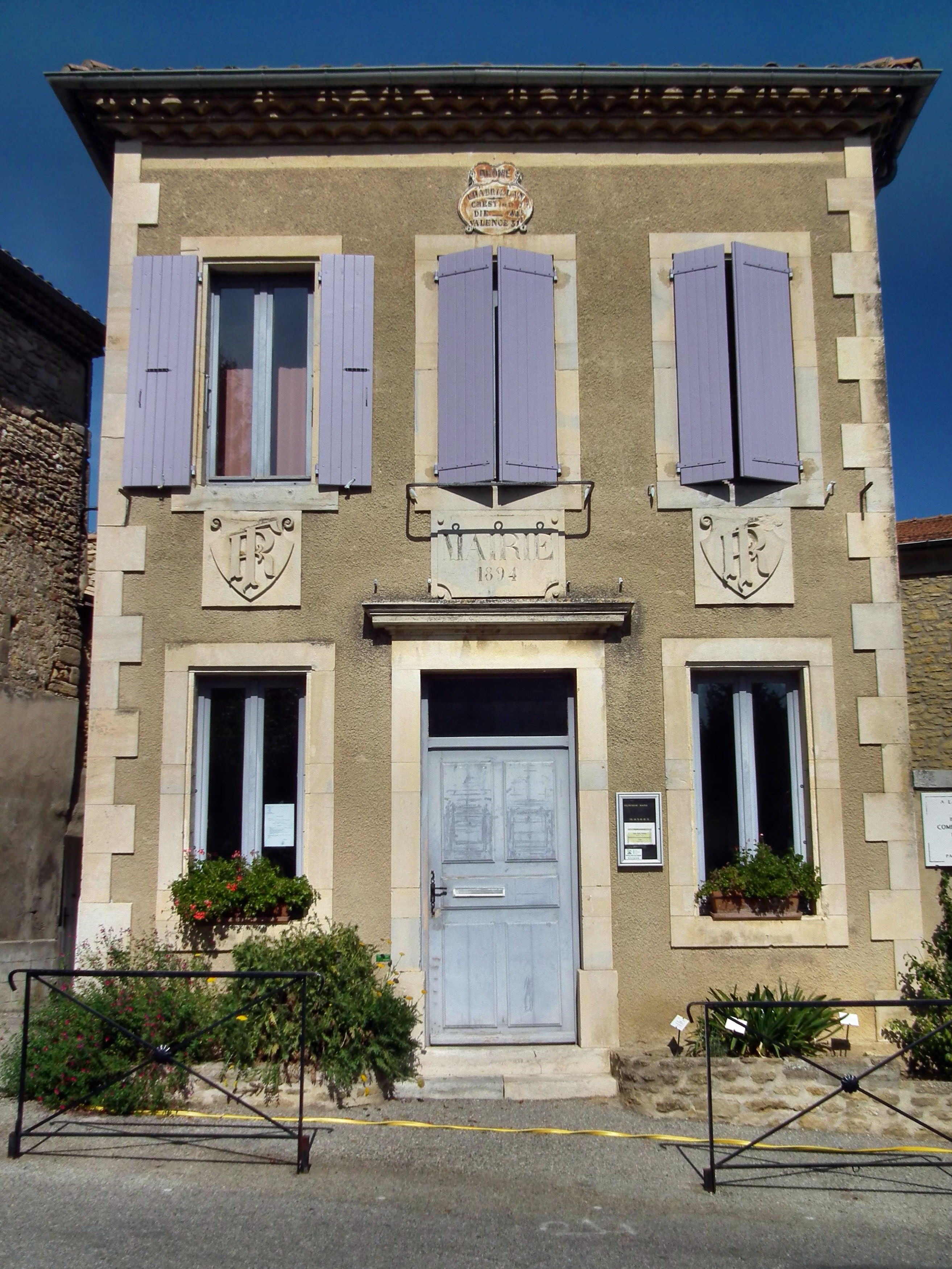
La mairie.

### Liste des maires
| Période | Période                   | Identité                            | Étiquette        | Qualité  |
| ------- | ------------------------- | ----------------------------------- | ---------------- | -------- |
| 1983    | 2008                      | Jacqueline Thury-Bouvet             |                  |          |
| 2008    | 2014                      | Alain Charrier                      |                  |          |
| 2014    | 2020                      | Guy Audras                          | (sans étiquette) | retraité |
| 2020    | En cours (au 7 mars 2022) | Cyrille Vallon[source insuffisante] |                  |          |

#### Espaces verts et fleurissement
En 2014, la commune obtient le niveau « une fleur » au concours des villes et villages fleuris.

## Population et société

### Démographie
L'évolution du nombre d'habitants est connue à travers les recensements de la population effectués dans la commune depuis 1793. Pour les communes de moins de 10 000 habitants, une enquête de recensement portant sur toute la population est réalisée tous les cinq ans, les populations de référence des années intermédiaires étant quant à elles estimées par interpolation ou extrapolation. Pour la commune, le premier recensement exhaustif entrant dans le cadre du nouveau dispositif a été réalisé en 2008.

En 2022, la commune comptait 755 habitants, en évolution de +6,94 % par rapport à 2016 (Drôme : +2,64 %, France hors Mayotte : +2,11 %).
| 1793 | 1800 | 1806 | 1821 | 1831 | 1836  | 1841  | 1846  | 1851  |
| ---- | ---- | ---- | ---- | ---- | ----- | ----- | ----- | ----- |
| 716  | 570  | 777  | 869  | 930  | 1 016 | 1 025 | 1 029 | 1 004 |

| 1856 | 1861 | 1866 | 1872 | 1876 | 1881 | 1886 | 1891 | 1896 |
| ---- | ---- | ---- | ---- | ---- | ---- | ---- | ---- | ---- |
| 963  | 905  | 907  | 906  | 901  | 864  | 851  | 810  | 766  |

| 1901 | 1906 | 1911 | 1921 | 1926 | 1931 | 1936 | 1946 | 1954 |
| ---- | ---- | ---- | ---- | ---- | ---- | ---- | ---- | ---- |
| 764  | 722  | 707  | 605  | 610  | 542  | 531  | 528  | 534  |

| 1962 | 1968 | 1975 | 1982 | 1990 | 1999 | 2006 | 2008 | 2013 |
| ---- | ---- | ---- | ---- | ---- | ---- | ---- | ---- | ---- |
| 519  | 474  | 494  | 544  | 629  | 608  | 648  | 659  | 663  |

| 2018 | 2022 | - | - | - | - | - | - | - |
| ---- | ---- | - | - | - | - | - | - | - |
| 736  | 755  | - | - | - | - | - | - | - |

### Manifestations culturelles et festivités
- Fête : premier dimanche d'août[21].

### Enseignement
La commune relève de l'académie de Grenoble.

### Médias
Le territoire de la commune se situe dans l'aire de diffusion de plusieurs médias :
- Presse écrite
  - Le Dauphiné libéré, quotidien régional qui consacre, chaque jour, y compris le dimanche, dans son édition de « Romans et Drôme des collines » un ou plusieurs articles à l'actualité du canton et de la commune, ainsi que des informations sur les éventuelles manifestations locales, les travaux routiers, et autres événements divers à caractère local.
  - L'Agriculture Drômoise, journal d'informations agricoles et rurales, couvre l'ensemble du département de la Drôme.
  - Drôme Hebdo (ancien Peuple Libre), hebdomadaire chrétien d'informations.
- Presse audio-visuelle
  - Ici Drôme Ardèche est une radio publique diffusée sur son territoire.

### Cultes
L'église paroissiale et la communauté catholique de la commune relèvent de la Paroisse Sainte Famille du Crestois dont la maison paroissiale est située à Crest. Cette paroisse est rattachée au diocèse de Valence

## Économie

### Agriculture
En 1992 : céréales, vergers, ovins, caprins.

### Tourisme
- Bourg à caractère médiéval[21].
- Panorama du château[21].
- Rives de la Drôme / pêche[21].
- Marché de Cabreilha[31].

## Culture locale et patrimoine

### Lieux et monuments
- Ruines du château (classé IMH)[21].

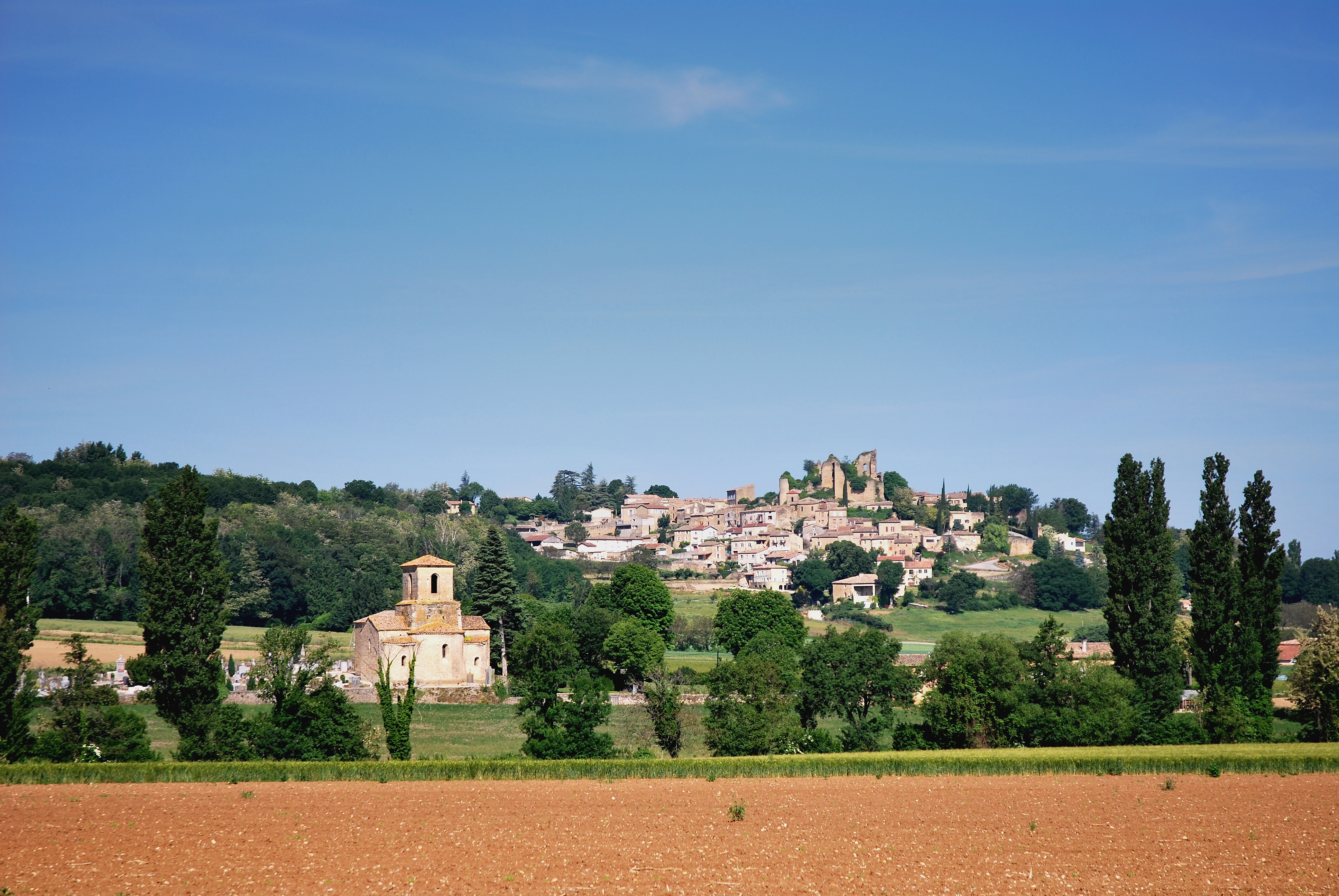
Le village vu de la plaine.

- Église Saint-Pierre[32] (XIe siècle)[réf. nécessaire]. Ancienne prieurale Saint-Pierre (classé MH) du XIIe siècle : nef unique, abside décorée, chapiteaux ornés, deux chapelles[21].
- Église Saint-Julien de Chabrillan[33].

- Village perché (restauré).

### Patrimoine naturel
La commune fait partie de la réserve naturelle nationale des Ramières du Val de Drôme, c'est un village botanique.
À l'angle des routes RD 104 et RD 591, se trouvait un chêne auquel certains habitants attribuaient le pouvoir de guérison des affections cutanées des bébés. Le pèlerinage s'effectuait de nuit. Les mères venaient suspendre aux branches ou déposer dans le tronc [...][Quoi ?] :
- Une petite chapelle dépendante de l'abbaye Saint-Chaffre du Monestier se trouvait à proximité. On émet l'hypothèse que le pèlerinage associé à cette chapelle a été transféré au chêne après la disparition de cette dernière.
- Le chêne est mort, abattu par un orage en novembre 1982, à plus de 300 ans.
- Un autre a été planté dans les années 1980[35].

### Personnalités liées à la commune
- Famille Guigues de Moreton de Chabrillan, des comtes et marquis de Chabrillan.
- Maurice Long (né en 1866 à Crest, mort à Colombo (Ceylan) en 1923) : avocat puis magistrat, député de la Drôme de 1910 à 1923, ministre du Ravitaillement en 1917 dans le gouvernement de Paul Painlevé, Gouverneur Général de l'Indochine Française de 1919 à 1923. Il est inhumé le 16 février 1923 à Chabrillan. Une souscription est ouverte en Indochine pour ériger un monument, en son souvenir, à Chabrillan. Implanté dans le cimetière, devant la porte de la chapelle, cette stèle est due à l’architecte parisien Reynaud et au sculpteur valentinois Bessat.
- Gustave André (né en 1908, à Chabeuil, exécuté en 1944 à Limonest) : instituteur à Chabrillan, Résistant, Compagnon de la Libération[36].
- Tibor Revesz-Long (1902-1976), médecin, Résistant, Compagnon de la Libération, notamment en charge des transmissions au plan national.

### Héraldique, logotype et devise
|  | Chabrillan possède des armoiries dont l'origine et le blasonnement exact ne sont pas disponibles. |